# Christopher Shawcross
Christopher Nyholm Shawcross (ur. 20 czerwca 1905, zm. 18 sierpnia 1973) – brytyjski polityk Partii Pracy, deputowany Izby Gmin.

## Działalność polityczna
W okresie od 5 lipca 1945 do 23 lutego 1950 reprezentował okręg wyborczy Widnes w brytyjskiej Izbie Gmin.